# Adrian Anca
Adrian Gheorghe Anca (n. 27 martie 1976, Diosig, România) este un fost atacant român de fotbal. A debutat în Liga 1 pe 8 martie 2003 în meciul Sportul Studențesc - Gloria Bistrița 1-1.